# Challenger de Burdeos 2014
El BNP Paribas Primrose Bordeaux 2014 fue un torneo de tenis profesional jugado en canchas de tierra batida. Se disputó la séptima edición del torneo que formó parte del circuito ATP Challenger Tour 2014. Se llevó a cabo en Burdeos, Francia entre el 12 y el 18 de mayo de 2014.

## Jugadores participantes del cuadro de individuales
| Favorito | País                       | Jugador            | Rank1 | Posición en el torneo |
| -------- | -------------------------- | ------------------ | ----- | --------------------- |
| 1        | Bandera de Francia         | Julien Benneteau   | 48    | CAMPEÓN               |
| 2        | Bandera de Estados Unidos  | Steve Johnson      | 69    | FINAL                 |
| 3        | Bandera de Francia         | Kenny de Schepper  | 74    | Semifinales           |
| 4        | Bandera de Francia         | Paul-Henri Mathieu | 87    | Baja                  |
| 5        | Bandera de Ucrania         | Sergiy Stakhovsky  | 88    | Primera ronda         |
| 6        | Bandera de Bélgica         | David Goffin       | 103   | Cuartos de final      |
| 7        | Bandera de República Checa | Jiří Veselý        | 106   | Cuartos de final      |
| 8        | Bandera de Túnez           | Malek Jaziri       | 117   | Cuartos de final      |

| Posición en el torneo   |
| ----------------------- |
| Primera y segunda ronda |
| Cuartos de final        |
| Semifinales             |
| FINAL                   |
| CAMPEÓN                 |

- 1 Se ha tomado en cuenta el ranking del día 5 de mayo de 2014.

### Otros participantes
Los siguientes jugadores recibieron una invitación (wild card), por lo tanto ingresan directamente al cuadro principal (WC):
- Julien Benneteau
- Jonathan Eysseric
- Florent Serra
- Maxime Teixeira

Los siguientes jugadores ingresan al cuadro principal como exención especial (SE):
- Rubén Ramírez Hidalgo
- Yann Marti

Los siguientes jugadores ingresan al cuadro principal tras disputar el cuadro clasificatorio (Q):
- Martín Alund
- Josselin Ouanna
- Olivier Rochus
- Andrea Collarini

## Jugadores participantes en el cuadro de dobles

### Cabezas de serie
| Favorito | País                    | Jugador           | País                    | Jugador            | Rank1 | Posición en el torneo |
| -------- | ----------------------- | ----------------- | ----------------------- | ------------------ | ----- | --------------------- |
| 1        | Bandera de Croacia      | Marin Draganja    | Bandera de Rumania      | Florin Mergea      | 97    | Cuartos de final      |
| 2        | Bandera del Reino Unido | Ken Skupski       | Bandera del Reino Unido | Neal Skupski       | 143   | Primera ronda         |
| 3        | Bandera de Alemania     | Dominik Meffert   | Bandera de Austria      | Philipp Oswald     | 190   | Cuartos de final      |
| 4        | Bandera de Polonia      | Mateusz Kowalczyk | Bandera de Suecia       | Andreas Siljeström | 197   | Primera ronda         |

- 1 Se ha tomado en cuenta el ranking del día 5 de mayo de 2014.

## Campeones

### Individual Masculino
- Julien Benneteau derrotó en la final a  Steve Johnson, 6–3, 6–2

### Dobles Masculino
- Marc Gicquel /  Sergiy Stakhovsky derrotaron en la final a  Ryan Harrison /  Alex Kuznetsov por Walkover.